# Levý závit

Kotoučová bruska – levý kotouč je upevněný levým závitem

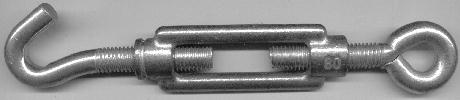
Napínák lana, konce mají opačný závit

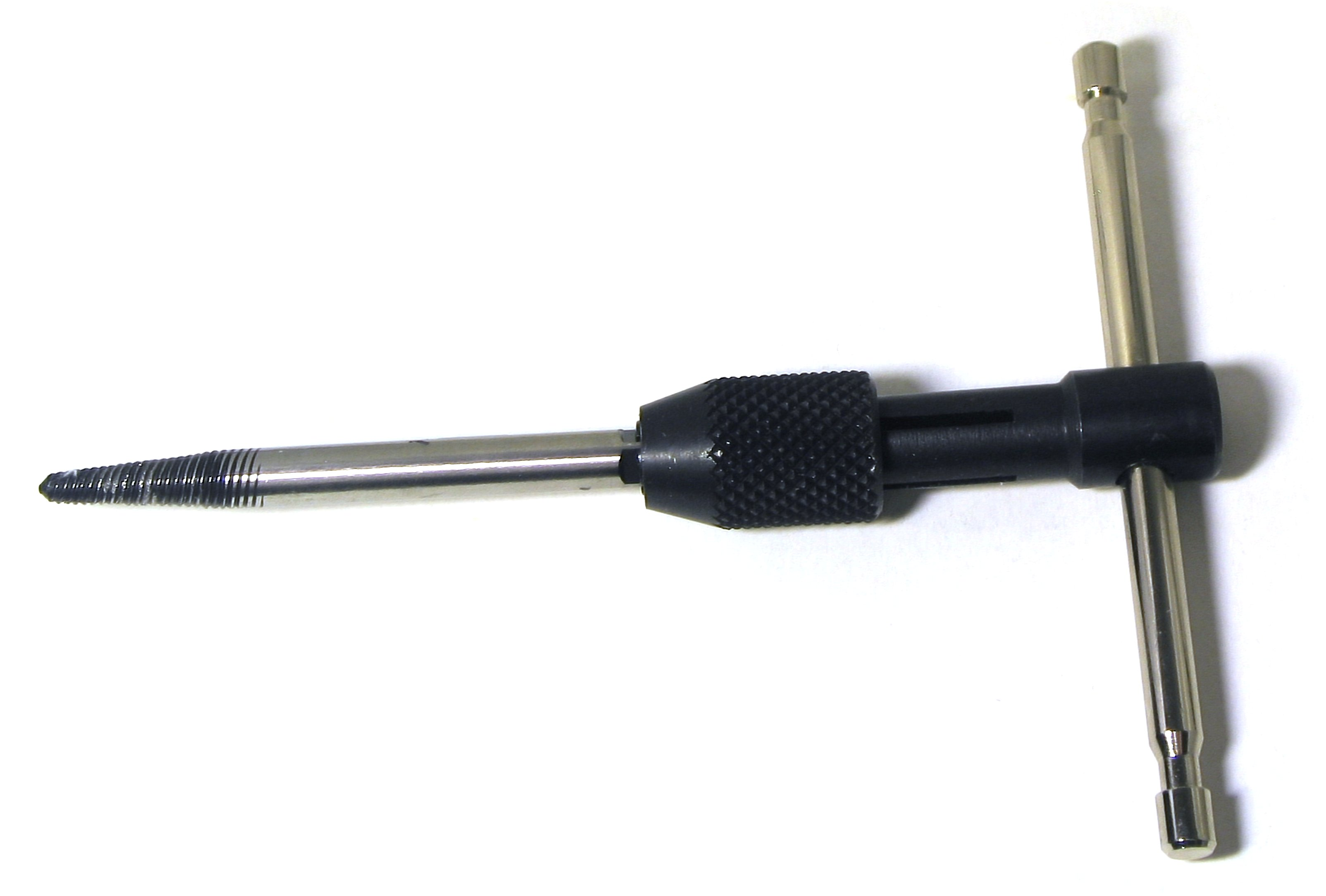
Vytahovák zlomených šroubů má levý závit

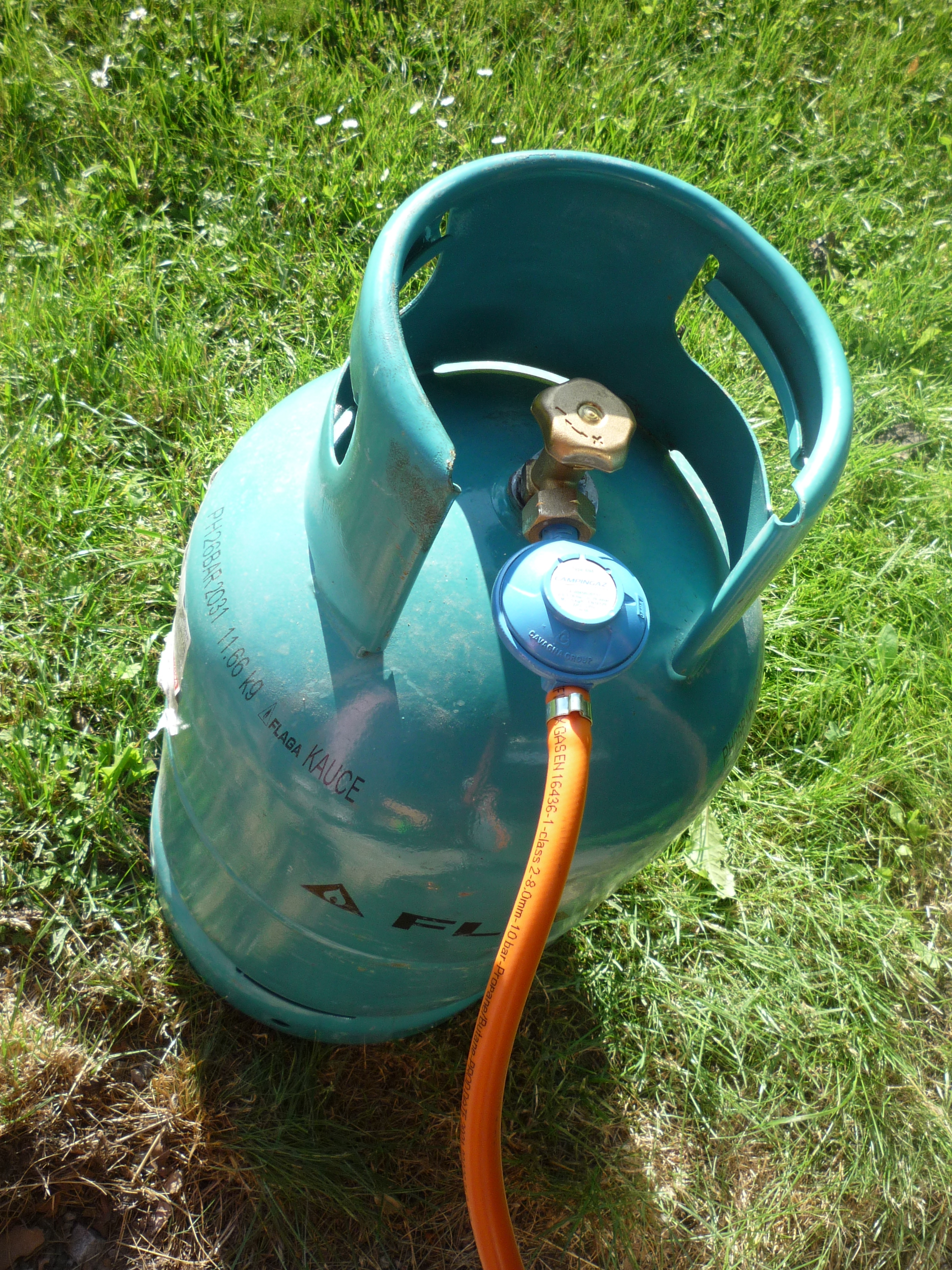
Plynová lahev má připojení levým závitem

Levý závit (též levotočivý závit) je závit, který se utahuje doleva, proti směru hodinových ručiček. Většina závitů je pravých, utahují se doprava, po směru hodinových ručiček. Vychází to z ergonomie, pravotočivý závit je pro práci praváků přirozenější.
Levotočivý závit se tedy vyskytuje pouze ve zvláštních případech:
- Osové upínací šroubení u rotující součástky, která by se v pravotočivém provedení mohla samovolně povolit. V levotočivém se naopak otáčením dotahuje. Například:
  - upínací šroub na výstupní hřídeli kotoučové pily
  - šroubení u jednoho ze dvou kotoučů kotoučové brusky
  - jedna ze dvou šlapek (pedálů) jízdního kola
  - pojistný šroub uvnitř sklíčidla vrtačky…
- Napínací šroub neboli napínák pro lana a táhla – na jedné součásti je jedna část s levým závitem, druhá s pravým. Otáčením středního prvku se obě krajní součásti buď přitahují nebo odtlačují.
- Vytahováky zlomených šroubů – zašroubováním vytahováku doleva do otvoru ve zlomeném šroubu se pravotočivý šroub povoluje.
- Připojení plynových lahví – levotočivý závit znemožňuje připojení neschválených zařízení, hadic a trubek mimo levotočivých, určených pro plyn.